# Roan Mountain
Roan Mountain és una concentració de població designada pel cens dels Estats Units a l'estat de Tennessee. Segons el cens del 2000 tenia 1.160 habitants.

## Demografia
Segons el cens del 2000, Roan Mountain tenia 1.160 habitants, 484 habitatges, i 351 famílies. La densitat de població era de 60,4 habitants/km².
Dels 484 habitatges en un 31,6% hi vivien nens de menys de 18 anys, en un 56% hi vivien parelles casades, en un 14% dones solteres, i en un 27,3% no eren unitats familiars. En el 24,8% dels habitatges hi vivien persones soles l'11,2% de les quals corresponia a persones de 65 anys o més que vivien soles. El nombre mitjà de persones vivint en cada habitatge era de 2,4 i el nombre mitjà de persones que vivien en cada família era de 2,86.
Per edats la població es repartia de la següent manera: un 23,6% tenia menys de 18 anys, un 7,2% entre 18 i 24, un 30,1% entre 25 i 44, un 24,1% de 45 a 60 i un 15,1% 65 anys o més.
L'edat mediana era de 38 anys. Per cada 100 dones de 18 o més anys hi havia 95,6 homes.
La renda mediana per habitatge era de 17.813 $ i la renda mediana per família de 24.524 $. Els homes tenien una renda mediana de 19.044 $ mentre que les dones 20.792 $. La renda per capita de la població era de 12.046 $. Entorn del 23,4% de les famílies i el 27,1% de la població estaven per davall del llindar de pobresa.

## Poblacions més properes
El següent diagrama mostra les poblacions més properes.